# Gustav Berkhan
Gustav Waldemar Berkhan (Hamburgo, 17 de junho de 1882 – outubro de 1914) foi um matemático alemão.
Berkhan estudou matemática em Munique e na Universidade de Königsberg, onde obteve um doutorado em 1905, orientado por Wilhelm Franz Meyer, com a tese Zur projektivischen Behandlung der Dreiecksgeometrie. Foi depois Oberlehrer em Hamburgo. Escreveu o artigo Neuere Dreiecksgeometrie na Encyklopädie der mathematischen Wissenschaften, que foi completado por Meyer, após Berkhan morrer em outubro de 1914 durante batalha na Primeira Guerra Mundial.

## Obras
- Zur projektivischen Behandlung der Dreiecksgeometrie, B. G. Teubner, Leipzig 1905 (Inaug.-Diss. Königsberg 25. Mai 1905); Archiv der Mathematik und Physik 11, 1907, p. 1–31 (im Internet-Archiv: )
- Aus dem geometrischen Anfangsunterricht, Lütcke & Wulff, Hamburg 1911